# 강원의 아침
강원의 아침은 KBS춘천 1라디오에서 2006년 4월 24일부터 2025년 4월 4일까지 19년간 방송했던 시사교양 프로그램이다.

## 역대 방송시간
| 방송 채널       | 방송 기간                        | 방송 시간                  |
| --------------- | -------------------------------- | -------------------------- |
| KBS춘천 1라디오 | 2006년 4월 24일 ~ 2014년 4월 4일 | 평일 아침 8:35 ~ 아침 8:58 |
| KBS춘천 1라디오 | 2014년 4월 7일 ~ 2025년 4월 4일  | 평일 아침 8:30 ~ 아침 8:58 |

## 역대 진행자
- 윤석황 아나운서
- 정은숙 아나운서
- 이의선 아나운서
- 김서련 아나운서